# Aleksandra Valenta
Aleksandra Valenta (ur. 1913, zm. 1940 w ZSRR) – polska pedagog, pracownik naukowy Uniwersytetu Jana Kazimierza we Lwowie, jedna z nielicznych Polek – ofiar zbrodni katyńskiej.

## Życiorys
Urodziła się w 1913. Była córką Wacława.
Z wykształcenia była pedagogiem. Pracowała na stanowisku młodszego asystenta w Zakładzie Pedagogicznym prof. Bogdana Suchodolskiego na Wydziale Humanistycznym Uniwersytetu Jana Kazimierza we Lwowie. Weszła do składu Rady Naczelnej założonej w 1937 przez Jerzego Lerskiego organizacji Polska Młodzież Społeczno-Demokratyczna.
Po wybuchu II wojny światowej, agresji ZSRR na Polskę z 17 września 1939 oraz okupacji sowieckiej w październiku 1939 została aresztowana przez funkcjonariuszy NKWD. Była przetrzymywana we Lwowie i w Gorodni. W 1940 zamordowana przez NKWD w ramach zbrodni katyńskiej. Jej nazwisko znalazło się na tzw. Ukraińskiej Liście Katyńskiej opublikowanej w 1994 (została wymieniona na liście wywózkowej 71/1-57, oznaczona numerem 385, dosłownie określona jako „Aleksandra Walenta”). Ofiary tej części zbrodni katyńskiej zostały pochowane na otwartym w 2012 Polskim Cmentarzu Wojennym w Kijowie-Bykowni.